# 2 июля
2 июля — 183-й день года (184-й в високосные годы) по григорианскому календарю.
До конца года остаётся 182 дня.
До 15 октября 1582 года — 2 июля по юлианскому календарю, с 15 октября 1582 года — 2 июля по григорианскому календарю.
В XX и XXI веках соответствует 19 июня по юлианскому календарю.

## Праздники и памятные дни
См. также: Категория:Праздники 2 июля

### Международные
- Международный день уфолога[2].
- Международный день спортивного журналиста.

### Национальные
- Азербайджан — День работников полиции.
- Бразилия, штат Баия — День штата.
- Италия — Сиенский Палио.
- Казахстан — День дипломатической службы.
- Кюрасао — День флага.
- Украина — День работника налоговой службы.
- Узбекистан — День принятия государственного герба Республики Узбекистан.

### Религиозные
Православие
- Память апостола Иуды Иаковлева, брата Господня (ок. 80);
- память святителя Иова, патриарха Московского и всея России (1607);
- память святителя Иоанна (Максимо́вича), архиепископа Шанхайского и Сан-Францисского (1966);
- память преподобного Варлаама Важского, Шенкурского (1462);
- память мученика Зосимы Аполлониадского (II)[6];
- память преподобного Паисия Великого (V);
- память преподобного Иоанна Отшельника, Палестинского (VI)[7];
- память преподобного Паисия Хилендарского (Афонского) (XVIII) (Болгарская православная церковь).

### Католические
- Память мучеников Аверо и Атома[8].

### Именины
- Католические: Мария, Урбан.
- Православные: Варлам, Зосима, Иван, Иов, Паисий, Паисья, Юда.

## События
См. также: Категория:События 2 июля

### До XIX века
- 437 — в Западной Римской империи завершилось регентство Галлы Плацидии, Валентиниан III начал править формально самостоятельно[9].
- 626 — Ли Ши-минь устроил дворцовый переворот в империи Тан и убил своих братьев Ли Юаньцзи и Ли Цзяньчэна[10].
- 1266 — заключен Пертский договор.
- 1499 — корабли экспедиции Охеды подошли к северному побережью Южной Америки. В этот день Америго Веспуччи открыл дельту Амазонки.
- 1555 — турецкий пират Тургут-реис разграбил и сжёг город Паола и находившийся рядом монастырь на побережье Калабрии[11][12].
- 1600 — в ходе Восьмидесятилетней войны произошла Битва у Ньивпорта.
- 1644 — бой при Марстон-Муре.
- 1668 — царские войска начали 7-летнюю осаду Соловецкого монастыря, отказавшегося принимать церковную реформу (22 июня по старому стилю).
- 1675 — английский король Карл II приказал построить Гринвичскую обсерваторию (22 июня по старому стилю[13]).
- 1704 — герцог Мальборо одержал очередную победу в битве при Шелленберге.
- 1776 — второй Континентальный конгресс в Филадельфии принял решение об отделении Америки от Великобритании. Но День независимости отмечается в США 4 июля, когда была принята Декларация независимости, публично зачитанная 8 июля.
- 1798 — войска Египетской экспедиции Наполеона Бонапарта высаживаются в порт Александрия.
- 1800 — принят акт об унии Великобритании и Ирландии.

### XIX век
- 1803 — французский воздухоплаватель Гарнерен со своей женой совершили первый в России полёт на тепловом аэростате (Санкт-Петербург).
- 1816 — фрегат «Медуза» сел на мель у западного побережья Африки[14].
- 1853 — русская армия вторгается в Молдавское княжество — начинается Крымская война.
- 1859 — первый в Америке дальний полёт на аэростате осуществили Джон Уайз, Джон Ламаунтин и О. А. Гейджер. Они пролетели 1800 км от Сент-Луиса до Хендерсона (штат Нью-Йорк).
- 1860 — основан Владивосток в бухте Золотой Рог на Тихом океане.
- 1900
  - Первый полёт дирижабля конструкции графа Фердинанда фон Цеппелина модели LZ-1. Каркас дирижабля был объёмом 11 300 кубометров, а оболочка гондолы и винты были выполнены из алюминия. Всего через 10 лет и корпус всех дирижаблей стали делать из прочного алюминиевого сплава дуралюмина.
  - II Олимпийские Игры открылись в Париже.

### XX век
- 1910 — в ресторане «Эрмитаж» (Москва) произошло учредительное собрание Московской футбольной лиги.
- 1918 — Гетман Скоропадский ввёл украинское гражданство.
- 1920 — Тухачевский отдал приказ Западному фронту: «На наших штыках мы принесём трудящемуся человечеству счастье и мир».
- 1924 — создана Международная ассоциация спортивной прессы.
- 1932
  - Создана Донецкая область со столицей в Артёмовске.
  - Во время выдвижения своей кандидатуры на пост президента США от демократической партии Франклин Делано Рузвельт в своей речи впервые употребил термин «Новый курс».
- 1937 — Политбюро ЦК ВКП(б) санкционировало отправку секретарям обкомов, крайкомов, ЦК нацкомпартий телеграммы, в которой предлагалось «всем секретарям областных и краевых организаций и всем областным, краевым и республиканским представителям НКВД взять на учёт всех возвратившихся на родину после отбытия сроков высылки кулаков и уголовников с тем, чтобы наиболее враждебные из них были немедленно арестованы и были расстреляны в порядке административного проведения их дел через тройки». Рассылку этой телеграммы можно считать началом того, что в истории носит название Большой Террор, сталинские чистки или сталинские репрессии.
- 1941 — Открыта первая очередь центрального международного аэропорта «Внуково».
- 1947
  - В. М. Молотов в Париже подтвердил, что СССР в плане Маршалла участвовать не будет.
  - На экраны вышла музыкальная комедия режиссёра Григория Александрова «Весна» с Любовью Орловой и Николаем Черкасовым в главных ролях. В фильме также снимались Фаина Раневская, Ростислав Плятт, Рина Зелёная, блестяще сыгравшие второстепенных персонажей.
- 1948 — первый полёт летающей лодки Бе-6.
- 1951 — «Правда» осудила стихотворение В. Сосюры «Любите Украину».
- 1962 — в Роджерсе открыт первый универмаг сети «Уолмарт», ныне одной из крупнейших в мире[15][16].
- 1964 — после длительных дебатов в сенате США президент Линдон Джонсон подписал Акт о гражданских правах, предложенный его предшественником Джоном Кеннеди в 1963 году. Вступивший в силу закон формально положил конец дискриминации на основе расовых, религиозных, половых или национальных признаков.
- 1965 — Франция объявила о бойкоте всех заседаний Европейского экономического сообщества кроме тех, на которых будут решаться рабочие вопросы.
- 1970 — открыт Пленум Центрального Комитета КПСС, который принял Постановление «Очередные задачи партии в области сельского хозяйства».
- 1976
  - В США при рассмотрении дела «Грегг против штата Джорджия» Верховный суд вынес постановление о том, что наказание в виде смертной казни не противоречит конституции.
  - Воссоединение Северного и Южного Вьетнама и образование Социалистической Республики Вьетнам. Столица Сайгон переименована в Хошимин.
  - В Киеве открылся памятник жертвам фашистского расстрела в Бабьем Яру.
- 1983 — опубликовано открытое письмо четырёх академиков Академии наук СССР против А. Д. Сахарова «Когда теряют честь и совесть».
- 1988 — Папа Иоанн Павел II издал motu proprio, в котором объявил об отлучении от церкви французского архиепископа М. Лефевра.
- 1990 — начал свою работу XXVIII съезд КПСС, последний в истории партии.
- 1993 — в Киеве создан Конгресс Украинских Националистов.
- 1996 — катастрофа трамвая в Днепродзержинске, унёсшая жизни 34 человек.
- 2000 — финал чемпионата Европы по футболу 2000: в Роттердаме сборная Франции обыграла сборную Италии со счётом 2:1.

### XXI век
- 2002 — Стив Фоссетт завершил первое в мире кругосветное путешествие на воздушном шаре.
- 2003 — в рамках «дела ЮКОСа» арестован председатель совета директоров Group MENATEP Платон Лебедев.
- 2008 — из плена колумбийской вооружённой группировки ФАРК через более чем 6 лет после пленения (23 февраля 2002) освобождена политик Ингрид Бетанкур.
- 2009 — Индия отменила уголовное преследование лиц гомосексуальной ориентации.
- 2011 — В Монако состоялось венчание принца Альбера II и Шарлин Уиттсток.
- 2021 — авария Boeing 737 под Гонолулу[англ.].

## Родились
См. также: Категория:Родившиеся 2 июля

### До XIX века
- 1486 — Якопо Сансовино (ум. 1570), флорентийский скульптор, архитектор (библиотека Сан-Марко в Венеции).
- 1489 — Томас Кранмер (ум. 1556), деятель английской Реформации, с 1533 г. первый протестантский архиепископ Кентерберийский.
- 1714 — Кристоф Виллибальд Глюк (ум. 1787), немецкий композитор.
- 1724 — Фридрих Готтлиб Клопшток (ум. 1803), немецкий поэт и драматург.
- 1775 — Надежда Пушкина (урождённая Ганнибал; ум. 1836), мать А. С. Пушкина.

### XIX век
- 1818 — епископ Амфилохий (в миру Павел Сергиевский-Казанцев; ум. 1893), русский археограф и палеограф, епископ Угличский.
- 1825 — Эмиль Оливье (ум. 1913), французский писатель, оратор, министр юстиции.
- 1836 — Людвиг Шнорр фон Каролсфельд[англ.]; (ум. 1865), немецкий хельдентенор
- 1839 — Константин Маковский (ум. 1915), российский художник, один из первых передвижников.
- 1840 — Павел Кузьминский (ум. 1900), русский инженер, изобретатель, создатель газовой реверсивной турбины.
- 1841 — Александр Зайцев (ум. 1910), русский химик-органик.
- 1843 — Антонио Лабриола (ум. 1904), итальянский философ-марксист.
- 1862 — Уильям Генри Брэгг (ум. 1942), английский физик, основоположник рентгеноструктурного анализа, лауреат Нобелевской премии (1915).
- 1871 — Вильгельм фон Мирбах (убит в 1918), немецкий дипломат, граф, с апреля 1918 г. посол Германской империи в РСФСР.
- 1877 — Герман Гессе (ум. 1962), немецкий писатель, лауреат Нобелевской премии (1946).
- 1879 — Жигмонд Мориц (ум. 1942), венгерский писатель.

### XX век
- 1903
  - Александр Дуглас-Хьюм (ум. 1995), английский политик, министр иностранных дел (1960—1963).
  - Улаф V (ум. 1991), король Норвегии (1957—1991).
- 1904 — Рене Лакост (ум. 1996), французский теннисист, многократный победитель турниров Большого шлема, основатель линии модной одежды Lacoste.
- 1906 — Ханс Альбрехт Бете (ум. 2005), американский астрофизик, лауреат Нобелевской премии (1967).
- 1910 — Моррис Коэн (ум. 1995), советский разведчик американского происхождения, Герой России (посмертно).
- 1916
  - Валентин Бережков (ум. 1998), советский дипломат, публицист, писатель, переводчик В. М. Молотова и И. В. Сталина.
  - Ганс-Ульрих Рудель (ум. 1982), самый результативный пилот штурмовой авиации нацистской Германии.
- 1922 — Пьер Карден (ум. 2020), французский модельер.
- 1923 — Вислава Шимборска (ум. 2012), польская поэтесса, лауреат Нобелевской премии (1996).
- 1925
  - Патрис Лумумба (убит в 1961), первый премьер-министр независимой Республики Конго (в 1960), национальный герой.
  - Ольга Олейник (ум. 2001), советский и российский математик, академик РАН (1991).
- 1928
  - Татьяна Пилецкая, актриса театра и кино, народная артистка Российской Федерации.
  - Иван Тараканов (ум. 2015), советский и российский учёный-филолог.
- 1929 — Имельда Маркос, супруга президента Филиппин Фердинанда Маркоса.
- 1930 — Ия Арепина (ум. 2003), советская и российская актриса театра и кино.
- 1934 — Давид Боровский (ум. 2006), театральный художник, главный художник Московского театра на Таганке.
- 1935 — Сергей Хрущёв (ум. 2020), советский, российский и американский учёный, публицист, сын Н. С. Хрущёва.
- 1940 — Георгий Иванов, первый болгарский космонавт, Герой Советского Союза, Герой Народной Республики Болгария.
- 1946 — Рон Силвер (ум. 2009), американский актёр.
- 1947 — Алексей Граббе, актёр театра и кино, заслуженный артист России.
- 1952 — Любовь Полехина, советская, колумбийская и российская актриса.
- 1956 — Джерри Холл, американская фотомодель, бывшая жена Мика Джаггера.
- 1957 — Александра Яковлева (ум. 2022), советская и российская актриса театра и кино, кинорежиссёр.
- 1961
  - Сами Насери, французский актёр алжирского происхождения.
  - Александр Роднянский, украинский кинорежиссёр и продюсер.
- 1964 — Эрик Среки, французский фехтовальщик, двукратный олимпийский чемпион.
- 1970
  - Янси Батлер, американская актриса.
  - Эми Уэбер, американская киноактриса, фотомодель и телеведущая.
- 1971 — Артём Варгафтик, российский музыкальный критик и телеведущий.
- 1976 — Павел Деревянко, российский актёр театра и кино.
- 1978 — Диана Гурцкая, эстрадная певица, заслуженная артистка России.
- 1979 — Джо Торнтон, канадский хоккеист, олимпийский чемпион (2010).
- 1982 
  - Ёлка (наст. имя Елизавета Иванцив), украинская и российская певица, актриса.
  - Алёна Водонаева, российская телеведущая, журналистка, писательница, блогер и бывшая участница реалити-шоу «Дом-2».
- 1983
  - Наталия Рудова, российская актриса кино и театра.
  - Мишель Бранч, американская певица.
- 1984 — Джонни Вейр, трёхкратный чемпион США по фигурному катанию.
- 1985 — Эшли Тисдейл, американская актриса, певица и телевизионный продюсер.
- 1986 
  - Линдси Лохан, американская актриса, певица и модель.
  - Бруно Резенде, бразильский волейболист, олимпийский чемпион (2016).
- 1987 — Руслана Коршунова (ум. 2008), казахстанская супермодель.
- 1990 
  - Марго Робби, австралийская актриса.
  - Юлия Алипова, российская фотомодель, «Мисс Россия 2014».
- 1992
  - Нана Такаги, японская конькобежка, двукратная олимпийская чемпионка 2018 года.
  - Мэдисон Чок, американская фигуристка, выступающая в танцах на льду, олимпийская чемпионка в командных соревнованиях (2022), трёхкратная чемпионка мира (2023, 2024, 2025), многократная чемпионка мира в команде, трёхкратная чемпионка четырёх континентов (2019, 2020, 2023), многократная чемпионка США.
- 1994 — Хенрик Кристофферсен, норвежский горнолыжник, чемпион мира в гигантском слаломе (2019).
- 1995 — Райан Мерфи, американский пловец, 4-кратный олимпийский чемпион.
- 1998 — Эма Клинец, словенская прыгунья на лыжах с трамплина, чемпионка мира.

### XXI век
- 2004 — Кейтлин Кармайкл, американская юная актриса.

## Скончались
См. также: Категория:Умершие 2 июля

### До XIX века
- 1504 — Стефан III Великий (р. 1429), воевода и господарь (1457—1504) Молдавского княжества.
- 1554 — Педро Сьеса де Леон (р. 1518 или 1520), испанский солдат, историк и географ, ставший одним из первых хронистов, написавших о конкисте (завоевании) Южной Америки.
- 1566 — Нострадамус (Мишель де Нотрдам; р. 1503), французский врач, писатель, поэт, алхимик, астролог, предсказатель.
- 1700 — Ламберт Домер (р. 1624), нидерландский художник и рисовальщик эпохи барокко.
- 1778 — Жан Жак Руссо (р. 1712), французский писатель и мыслитель эпохи Просвещения, музыковед, композитор и ботаник.
- 1791 — Сёрен Абильгор (р. 1718), датский натуралист, писатель и художник.
- 1798 — Джон Фитч (р. 1743), американский изобретатель, построивший первый в США пароход.

### XIX век
- 1813 — Алексей Бобринский (р. 1762), внебрачный сын императрицы Екатерины II и Григория Орлова, родоначальник Бобринских.
- 1843 — Самуэль Ганеман (р. 1755), немецкий врач, основатель гомеопатии.
- 1850 — Роберт Пиль (р. 1788), британский государственный деятель, премьер-министр (1834—1835, 1841—1846).
- 1872 — Александр Гильфердинг (р. 1831), российский славяновед и фольклорист.
- 1895 — Михаил Драгоманов (р. 1841), украинский историк и общественный деятель.

### XX век
- 1912 — Фёдор Дубасов (р. 1845), российский военно-морской и государственный деятель, генерал-адъютант, адмирал.
- 1914 — Джозеф Чемберлен (р. 1836), британский политик и государственный деятель, отец Остина Чемберлена и премьер-министра Великобритании Невилла Чемберлена.
- 1915 — Порфирио Диас (р. 1830), мексиканский политик и государственный деятель, президент Мексики (1876, 1877—1880 и 1884—1911).
- 1925 — князь Николай Голицын (р. 1850), последний председатель Совета Министров Российской империи (1916—1917).
- 1929 — Глэдис Брокуэлл (урожд. Линдмен; р. 1894), американская актриса театра и кино.
- 1937 — пропала без вести Амелия Эрхарт (р. 1897), американская писательница и лётчица, первая женщина-пилот, перелетевшая Атлантический океан.
- 1942 — Евгений Петров (наст. фамилия Катаев; р. 1903), русский советский писатель, сценарист, драматург, журналист.
- 1949 — Георгий Димитров (р. 1882), болгарский коммунист, революционер и политик.
- 1951 — Фердинанд Зауэрбрух (р. 1875), немецкий хирург, один из основоположников грудной хирургии.
- 1961 — Эрнест Хемингуэй (р. 1899), американский писатель, лауреат Нобелевской премии (1954).
- 1963 — Сет Барнз Никольсон (р. 1891), американский астроном, открывший несколько спутников Юпитера и астероидов.
- 1969 — Микио Нарусэ (р. 1905), японский кинорежиссёр, сценарист и продюсер.
- 1974 — Владимир Дорофеев (р. 1895), советский актёр театра и кино.
- 1975 — Владимир Емельянов (р. 1911), актёр театра и кино, народный артист РСФСР.
- 1977 — Владимир Набоков (р. 1899), русский и американский писатель, переводчик, литературовед, энтомолог.
- 1979
  - Александр Големба (наст. фамилия Рапопорт; р. 1922), советский поэт и переводчик.
  - погибла Лариса Шепитько (р. 1938), советская актриса, кинорежиссёр, сценарист.
- 1989
  - Андрей Громыко (р. 1909), советский политик, министр иностранных дел (1957—1985), председатель Президиума Верховного Совета СССР (1985—1988).
  - Франклин Шеффнер (р. 1920), американский режиссёр кино и телевидения, лауреат премий «Оскар» и «Эмми».
- 1990 — Анатолий Яновский (р. 1919), советский писатель-прозаик, драматург.
- 1993 — Дмитрий Налбандян (р. 1906), живописец, академик АХ СССР, народный художник СССР.
- 1995 — Мария Виноградова (р. 1922), актриса театра, кино и озвучивания, заслуженная артистка РСФСР.
- 1997 — Джеймс Стюарт (р. 1908), американский киноактёр, лауреат премий «Оскар», «Золотой глобус» и др.
- 1999 — Марио Пьюзо (р. 1920), американский писатель, автор романа «Крёстный отец» и др.

### XXI век
- 2002 — Рэй Браун (р. 1926), американский музыкант, один из лучших джазовых контрабасистов.
- 2007 — Беверли Силлз (урожд. Белль Мириам Силверман; р. 1929), американская оперная певица.
- 2010 — Лоран Терзиефф (р. 1935), французский актёр театра и кино, театральный режиссёр.
- 2013 — Дуглас Энгельбарт (р. 1925), американский изобретатель в области компьютерных технологий, создатель компьютерной мыши.
- 2016
  - Эли Визель (р. 1928), американский и французский писатель, журналист и общественный деятель, лауреат Нобелевской премии мира (1986).
  - Майкл Чимино (р. 1939), американский кинорежиссёр, сценарист и продюсер, обладатель премий «Оскар», «Золотой глобус» и др.
  - Александр Котов (р. 1949), советский и российский актёр театра, кино и озвучивания.
- 2021 — Николай Сличенко (р. 1934), актёр, театральный режиссёр, певец, педагог и общественный деятель, народный артист СССР.
- 2022 — Леонид Шварцман (р. 1920), советский и российский мультипликатор, художник и режиссёр.
- 2025 — Джулиан Макмэхон (р. 1968), австралийский актёр («Зачарованные», «Части тела» и др.).

## Приметы
- Зосим и Савватей Пчельники — покровители пчёл. День отдан пасечникам.
- Починают соты всклень заливать, мёд запасать: светлый, прозрачный — липовый; коричневый, что струя лесного ручья, чуть горьковатый — с разнотравья.
- Пчёлы летят к своим ульям — скоро дождь.
- Перед засухой пчёлы становятся злее, чаще жалят.
- Пчёлы сидят на стенках улья — к сильной жаре[17].